# Mikuli Ferenc
Mikuli Ferenc (Sárbogárd, 1970. november 15. –) a Quimby basszusgitárosa.

## Pályafutása
1991-ben Dunaújvárosban a Quimby zenekar alapító tagja. A zeneszerzésből is aktívan kiveszi a részét, a 2005-ös Kilégzés című lemezen jelent meg az első olyan (akusztikus) száma a zenekarnak, amelyikben nem játszik.
Civilben aranyműves és ötvös. Nős, 2 gyermeke van. Első lánya Mikuli Hanna (2003), második lánya Mikuli Enikő (2013).

## Külső hivatkozások
- A Quimby hivatalos oldala